# Sudo

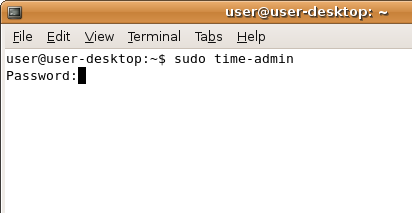
Ett exempel på användande av sudo i Ubuntu.

sudo är ett program i Unix-liknande operativsystem som GNU/Linux, BSD och Mac OS, som låter en användare köra program med rättigheter som om denne vore någon annan, vanligtvis som systemets administratör ("root"). Det stod ursprungligen för superuser do med det senare alternativet substitute user do eftersom kommandot utökats för att kunna köra som olika användare.
Att köra enstaka program med sudo (eller det enklare och äldre su) anses vara mycket säkrare än att växla helt till administratörsläge, då man i det senare fallet kan göra oåterkalleliga misstag med kommandon som var avsedda att göra något som inte kräver speciella rättigheter. sudo kan också föra en logg över vilka kommandon som utförts av vilka användare vid vilka tidpunkter.
I programmets konfigurationsfil (/etc/sudoers) anges bland annat vilka användare som får använda sudo och vilka kommandon var och en av dessa får köra. För ökad säkerhet kan användaren förutsättas ge sitt eget lösenord för att använda sudo, varvid en förbipasserande inte lika lätt kan utnyttja en obevakad dator, och sabotageprogram inte direkt kan köra sudo. Vanligen behöver man inte ange lösenord för att strax senare utföra ett annat sudo-kommando.
Vissa Linux-distributioner, såsom Ubuntu, har helt och hållet anammat sudo-filosofin och tillåter inte direkt inloggning som root; istället får den förste användaren som skapas automatiskt rätt att använda sudo för godtyckliga kommandon (inklusive att köra en kommandotolk) och har sålunda möjlighet att installera program och ändra djupgående inställningar i operativsystemet. Mac OS X har ett liknande system. Användaren behöver då inte ett skilt lösenord för att kunna sköta om sin dator, vilket minskar frestelsen att använda root-kontot och därmed skyddar mot intrång, virus och andra angrepp. Å andra sidan kan den som kommer åt detta användarkonto lätt göra ändringar som ger honom fulla root-rättigheter första gången sudo-kommandot används.